# Championnat d'Afrique féminin de volley-ball 2021
Navigation
Édition précédente Édition suivante
Le 20e championnat d'Afrique féminin de volley-ball se déroule du 12 au 20 septembre 2021 à Kigali, au Rwanda. Neuf équipes du continent africain s'affrontent pour déterminer le champion d'Afrique.
Le Cameroun conserve son titre en s'imposant en finale face au Kenya, le Maroc termine à la troisième place.

## Équipes présentes
Neuf équipes participent à la compétition:
- Burundi
- Cameroun
- Kenya
- Maroc
- Nigeria
- RD Congo
- Rwanda
- Sénégal
- Tunisie

## Compétition

### Premier tour
Le format du premier tour est celui d'un tournoi toutes rondes simple. Chaque équipe joue un match contre toutes les autres équipes du même groupe.
- Victoire 3–0 ou 3–1 : 3 points ;
- Victoire 3–2 : 2 points ;
- Défaite 2–3 : 1 point ;
- Défaite 0–3 ou 1-3 : 0 point.

Le classement de chaque équipe dans chaque groupe est déterminé selon l'ordre suivant :
1. le plus grand nombre de matchs obtenus après tous les matches de groupes ;
2. en cas d'égalité de matchs gagnés, le plus grand nombre de points gagnés dans tous les matches de groupes ;
3. en cas d'égalité de points gagnés, le meilleur ratio de sets dans tous les matches de groupes ;
4. en cas d'égalité de ratios de sets, le meilleur ratio de points dans tous les matches de groupes ;
5. en cas d'égalité de ratios de points, le résultat du dernier match entre équipes ex æquo.

À l'issue de ce classement, le premier et le deuxième de chaque groupe sont qualifiés pour les demi-finales.

#### Composition des groupes
Le tirage au sort des groupes a eu lieu le 11 septembre 2021 à Kigali.
| Poule A                      | Poule B                                 |
| ---------------------------- | --------------------------------------- |
| Rwanda Sénégal Maroc Nigeria | Cameroun Kenya Burundi Tunisie RD Congo |

#### Poule A
| # | Équipe  | Pts | J | G | P | Sp | Sc | Ratio | Pp  | Pc  | Ratio |
| - | ------- | --- | - | - | - | -- | -- | ----- | --- | --- | ----- |
| 1 | Maroc   | 3   | 2 | 1 | 1 | 4  | 3  | 1.333 | 168 | 160 | 1.05  |
| 2 | Nigeria | 3   | 2 | 1 | 1 | 3  | 3  | 1     | 143 | 131 | 1.092 |
| 3 | Sénégal | 0   | 2 | 0 | 2 | 0  | 6  | 0     | 109 | 150 | 0.727 |
| 4 | Rwanda  | 6   | 2 | 2 | 0 | 6  | 1  | 6     | 182 | 161 | 1.13  |

Notes
1. 1 2  Ces matchs sont annulés.
2. ↑  Le Sénégal se retire de la compétition.
3. ↑  Le Rwanda est disqualifié par la FIVB, la sélection alignant quatre joueuses étrangères.

#### Poule B
| # | Équipe   | Pts | J | G | P | Sp | Sc | Ratio | Pp  | Pc  | Ratio |
| - | -------- | --- | - | - | - | -- | -- | ----- | --- | --- | ----- |
| 1 | Cameroun | 9   | 3 | 3 | 0 | 9  | 0  | MAX   | 225 | 153 | 1.471 |
| 2 | Kenya    | 9   | 4 | 3 | 1 | 9  | 3  | 3     | 285 | 206 | 1.383 |
| 3 | Tunisie  | 3   | 3 | 1 | 2 | 3  | 6  | 0.5   | 185 | 200 | 0.925 |
| 4 | RD Congo | 3   | 3 | 1 | 2 | 3  | 6  | 0.5   | 168 | 196 | 0.857 |
| 5 | Burundi  | 0   | 3 | 0 | 3 | 0  | 9  | 0     | 117 | 225 | 0.52  |

Notes
1. 1 2  Ces matchs sont annulés.

### Phase finale

#### Places 1 à 4
|  | Demi-finales                | Demi-finales                | Demi-finales                | Demi-finales                |                               |       | Finale                            | Finale                            | Finale                            | Finale                            |
|  |                             |                             |                             |                             |                               |       |                                   |                                   |                                   |                                   |
|  | 19.09.21, 12–25 21–25 11–25 | 19.09.21, 12–25 21–25 11–25 | 19.09.21, 12–25 21–25 11–25 | 19.09.21, 12–25 21–25 11–25 |                               |       | 19.09.21, 21–25 23–25 25–15 23–25 | 19.09.21, 21–25 23–25 25–15 23–25 | 19.09.21, 21–25 23–25 25–15 23–25 | 19.09.21, 21–25 23–25 25–15 23–25 |
|  | Maroc                       | Maroc                       | 0                           | 0                           |                               |       | 19.09.21, 21–25 23–25 25–15 23–25 | 19.09.21, 21–25 23–25 25–15 23–25 | 19.09.21, 21–25 23–25 25–15 23–25 | 19.09.21, 21–25 23–25 25–15 23–25 |
|  | Maroc                       | Maroc                       | 0                           | 0                           |                               |       | 19.09.21, 21–25 23–25 25–15 23–25 | 19.09.21, 21–25 23–25 25–15 23–25 | 19.09.21, 21–25 23–25 25–15 23–25 | 19.09.21, 21–25 23–25 25–15 23–25 |
|  | Kenya                       | Kenya                       | 3                           | 3                           |                               |       | 19.09.21, 21–25 23–25 25–15 23–25 | 19.09.21, 21–25 23–25 25–15 23–25 | 19.09.21, 21–25 23–25 25–15 23–25 | 19.09.21, 21–25 23–25 25–15 23–25 |
|  | Kenya                       | Kenya                       | 3                           | 3                           | Kenya                         | Kenya | 1                                 | 1                                 |                                   |                                   |
|  | 19.09.21, 25–13 35–33 25–13 |                             |                             |                             | Kenya                         | Kenya | 1                                 | 1                                 |                                   |                                   |
|  |                             |                             | Cameroun                    | Cameroun                    | 3                             | 3     |                                   |                                   |                                   |                                   |
|  | Cameroun                    | Cameroun                    | Cameroun                    | Cameroun                    | 3                             | 3     | 3                                 | 3                                 |                                   |                                   |
|  | Cameroun                    | Cameroun                    |                             |                             |                               |       |                                   | 3                                 |                                   |                                   |
|  | Nigeria                     | Nigeria                     | 0                           | 0                           |                               |       |                                   |                                   |                                   |                                   |
|  | Nigeria                     | Nigeria                     | 0                           | 0                           | Match pour la troisième place |       |                                   |                                   |                                   |                                   |
|  |                             |                             |                             |                             |                               |       |                                   |                                   |                                   |                                   |
|  | 19.09.21, 25–19 25–17 25–18 |                             |                             |                             |                               |       |                                   |                                   |                                   |                                   |
|  | Maroc                       | Maroc                       | 3                           | 3                           |                               |       |                                   |                                   |                                   |                                   |
|  | Maroc                       | Maroc                       | 3                           | 3                           |                               |       |                                   |                                   |                                   |                                   |
|  | Nigeria                     | Nigeria                     | 0                           | 0                           |                               |       |                                   |                                   |                                   |                                   |
|  | Nigeria                     | Nigeria                     | 0                           | 0                           |                               |       |                                   |                                   |                                   |                                   |

## Classement final
| Place              | Équipe   |
| ------------------ | -------- |
| Médaille d'or      | Cameroun |
| Médaille d'argent  | Kenya    |
| Médaille de bronze | Maroc    |
| 4                  | Nigeria  |
| 5                  | Tunisie  |
| 6                  | RD Congo |
| 7                  | Sénégal  |
| 8                  | Burundi  |
| 9                  | Rwanda   |

## Équipe championne
- Joueuses : Yolande Amana Guigolo, Emmanuella Grâce Bikatal, Laetitia Moma Bassoko, Andréa Mimosette Moussol, Iza Cathy Ambassa, Ngameni Davina, Aboa Mbeza, Emelda Piata, Stephanie Fotso, Carine Blamdai, Gaëlle Tchuembou Wambo, Estelle Adiana, Christelle Tchoudjang, Simone Bikatal[1]
- Sélectionneur : Jean-René Akono[1]

## Distinctions individuelles
- MVP : Christelle Tchoudjang [1]
- Meilleure serveuse : Laetitia Moma Bassoko [1]
- Meilleure passeuse : Alexandra Erhart [1]
- Meilleure réceptionneuse : Mercy Moim [1]
- Meilleure libéro : Yousra Souidi [1]
- Meilleure attaquante : Sharon Chepchumba [1]
- Meilleure contreuse : Gladys Ekaru [1]